# Office chrétien des personnes handicapées
L'Office chrétien des personnes handicapées (OCH) est un organisme chrétien.

## Historique
(janvier 2014).
L'Office chrétien des personnes handicapées est fondé en 1963 par Marie-Hélène Mathieu, en lien avec plusieurs familles frappées par le handicap et avec le soutien du père Henri Bissonnier. Depuis l’origine, l’association a pour but de permettre à ces familles de ne pas rester seules, et dans une espérance commune, de se retrouver régulièrement pour échanger sur des questions qui leur sont propres. Aidée d’une équipe de parents d’enfants handicapés et d’amis, Marie-Hélène Mathieu lance la revue Ombres et Lumière en 1968, d’abord trimestrielle, pour  rejoindre de nouvelles familles et partager le combat du handicap.
À partir de 1969, des conférences-rencontres sont organisées à Paris. En réponse aux nombreuses demandes qui affluent, un service écoute et conseil pour les personnes concernée par la maladie ou le handicap est créé en 1972 à Lourdes, et un soutien financier pour les associations, les foyers, les écoles, les paroisses est mis en place. Depuis 2005, l’OCH a mis en place des journées ou des week-ends de ressourcement pour les familles et les personnes handicapées.
Depuis le 11 octobre 2012, l'OCH est devenu une fondation reconnue d'utilité publique au service des personnes malades ou handicapées, de leurs familles et de leur entourage. En 2013, pour ses cinquante ans, l'OCH organise un tour de France parti de Bruxelles et allant à Paris,
En avril 2018, OCH participe à un colloque sur l'autisme au couvent des Bernardins en présence du président de la république Emmanuel Macron et des autorités civiles et religieuses.
En juin 2018, l'OCH organise la première édition de la Nuit du handicap dans une vingtaine de villes en France.
En 2018 toujours, l'OCH et son directeur d'alors Philippe de la Chapelle tient le podcast La chronique de l'OCH sur le site de la radio catholique RCF. En 2022, il passe le relais à Florence Gros.
En 2020, l'OCH  prend publiquement position contre les assistants sexuels dans la revue La Vie.

## Activités

### Les objectifs de l'association
Attentive à tout type de handicap (mental, physique, sensoriel ou psychique), la fondation soutient toute initiative susceptible de contribuer à l’insertion familiale, sociale et ecclésiale des personnes malades ou handicapées, quels que soient leur handicap ou leurs difficultés. Elle puise son inspiration dans la foi chrétienne.

### La revueOmbres et Lumière
Avec son service Écoute et conseil à Paris (près de 3 000 demandes par an) et sa permanence d’accueil à Lourdes (20 000 personnes par an), l’OCH a à cœur de soutenir, conseiller et créer des liens avec tous ceux qui la sollicitent. C’est ainsi que s’est tissé tout un réseau de 30 000 abonnés, adhérents et amis, ainsi que des équipes relais dans plusieurs villes de France et en Belgique.
Ombres et Lumière compte en 2014 10 000 abonnés et 50 000 lecteurs.

## Présidence
- 2001 à 2014 : Michel Boyancé[13]
- 2014-2022 : Emmanuel Belluteau[14].
- depuis 2022: Florence Gros[15]